# Turbo chinensis
Turbo chinensis is een in zee levende slakkensoort die behoort tot de familie Turbinidae en het geslacht Turbo. Er is nog geen Nederlandse naam voor deze soort die in 1995 door Ozawa & Tomida is beschreven. Deze soort lijkt erg veel op Turbo cornutus.

## Voorkomen en verspreiding
Turbo chinensis is een carnivoor die tot 75 mm lang kan worden en leeft in ondiep warm water op rotsbodem en koraalriffen (sublitoraal en circumlitoraal). Deze soort komt algemeen voor in de Chinese zee.